# Wilderness
Wilderness (afrikaans: Wildernis) ist eine Küstenstadt an der Garden Route in der Gemeinde George (Gemeinde), Garden Route, Westkap in Südafrika. 2011 hatte der Ort 6164 Einwohner. Die Stadt liegt etwa 445 Kilometer östlich von Kapstadt sowie 315 Kilometer westlich von Gqeberha.

## Geschichte und Lage
Im Jahre 1877 kaufte George Bennet hier eine Farm, die er Wilderness nannte. Er wählte diesen Namen wahrscheinlich, weil sie so schwer zu erreichen war. Durch Wilderness verläuft die Nationalstraße N2. Des Weiteren hat Wilderness einen Bahnhof. Die Stadt ist bekannt für ihren acht Kilometer langen, weißen Sandstrand und die vielen Lagunen. Westlich der Stadt fließt der Kaaimans River. Der Touws River fließt direkt durch Wilderness und bildet zwischen den Dünen zusammen mit mehreren anderen Gewässern eine Lagune. Die Flusslandschaft ist Bestandteil des Garden Route-Nationalparks. Es herrscht das für die Garden Route typische milde Klima. Die Temperaturen liegen kaum unter 10 °C und über 28 °C.
Der frühere Staatspräsident Südafrikas Pieter Willem Botha lebte hier bis zu seinem Tode am 31. Oktober 2006 in seinem Haus Die Anker.

## Bildergalerie

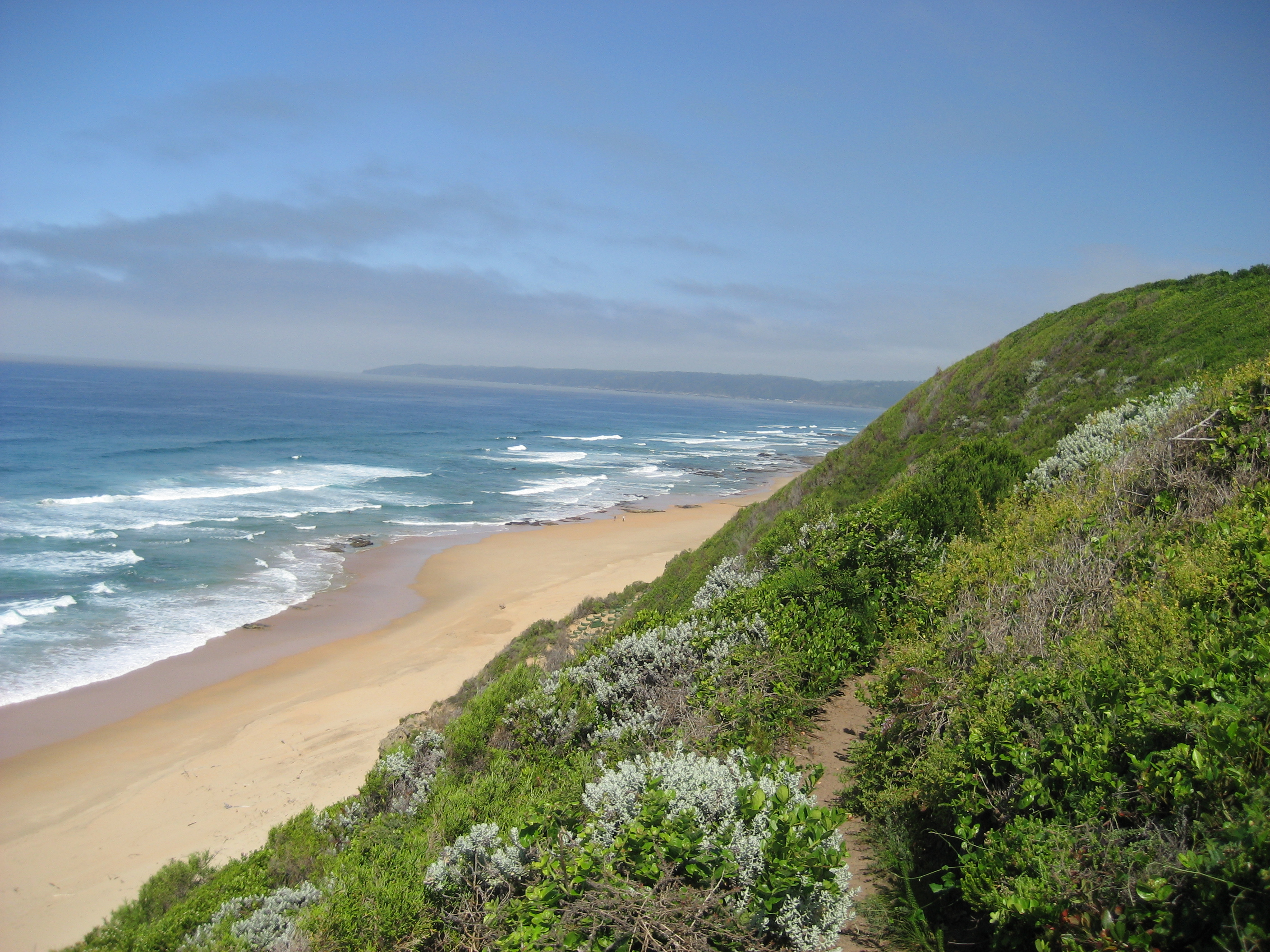
Der Strand von Wilderness
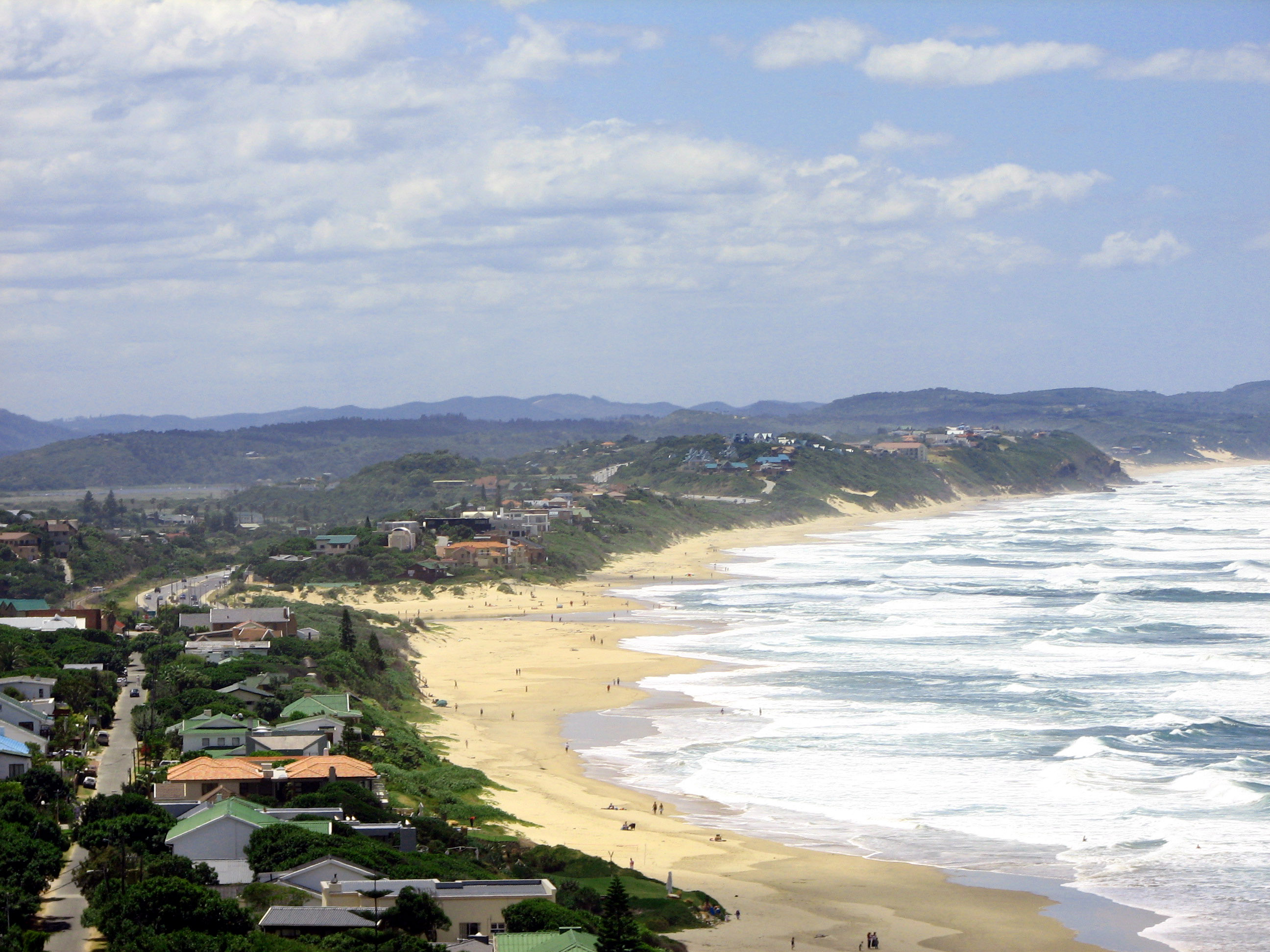
Wilderness, Mündung des Touws River
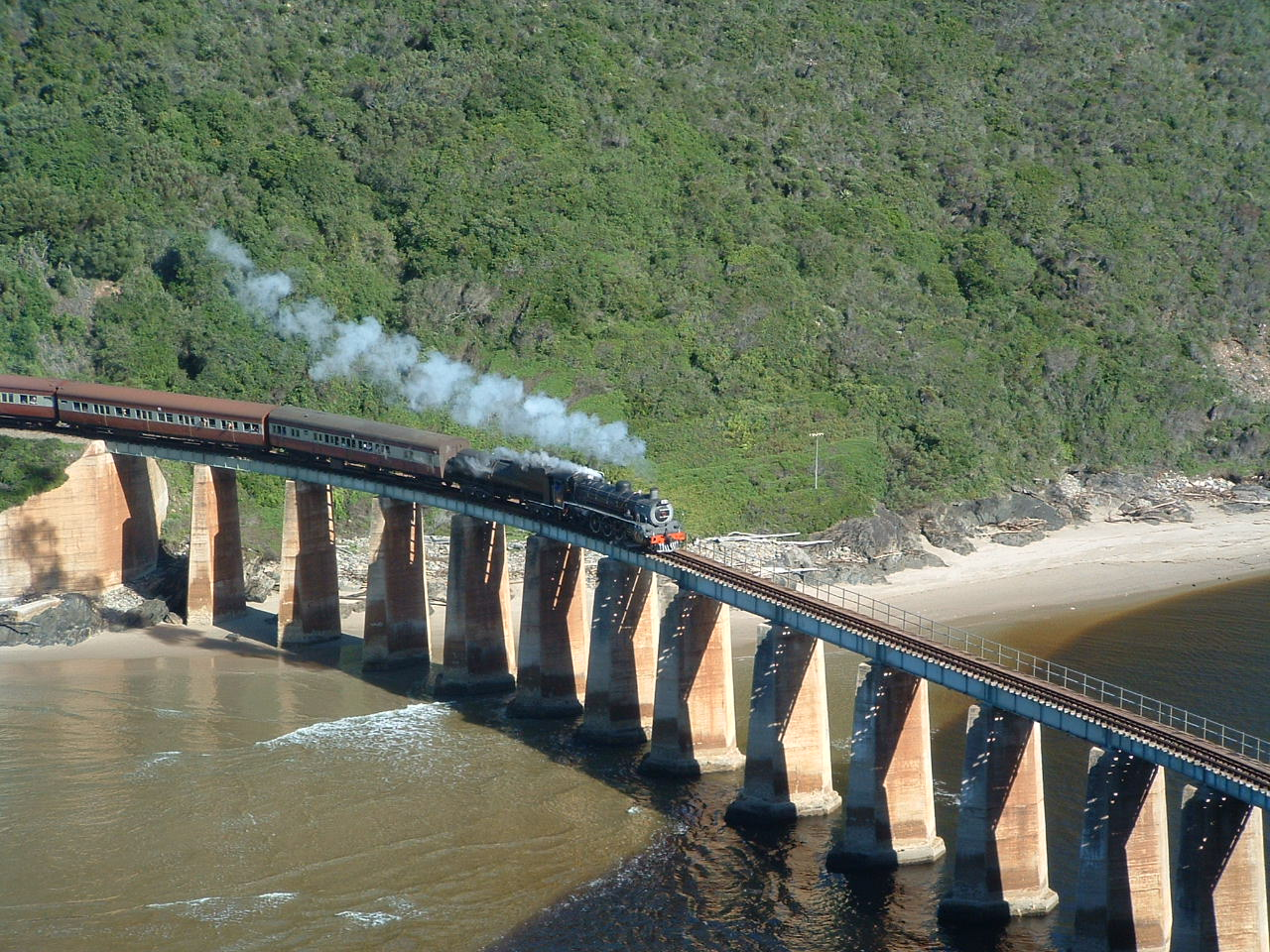
Brücke über den Kaaimans River